# リュカ・プイユ
リュカ・プイユ（Lucas Pouille, フランス語発音: [lyka puj], 1994年2月23日-) はフランス・ノール県・グランド＝シント出身のテニス選手。ATP自己最高ランクはシングルス10位、ダブルス79位。ATPツアーではシングルス5勝。身長185cm、体重84kg。右利き、バックハンド・ストロークは両手打ち。

## 選手経歴

### ジュニア時代
プイユはスウェーデン語を話すフィンランド人の母親の元で生まれたフィンランド系フランス人。フランス北部のダンケルク近くのルーンプラージュで生活をしていた。幼い頃はロジャー・フェデラーに憧れていた。

### 2013年 グランドスラム初出場
2013年全仏オープンでワイルドカードをもらってグランドスラム初出場を果たす。1回戦でアレックス・クズネツォフに勝利し、グランドスラム初勝利を果たす。2回戦でグリゴール・ディミトロフに敗れた。年間最終ランキングは192位。

### 2014年 マスターズ初出場
2014年のBNPパリバ・マスターズではイボ・カロビッチ、ファビオ・フォニーニを破り、3回戦に進出。3回戦ではロジャー・フェデラーに敗れた。年間最終ランキングは133位。

### 2015年 トップ100入り
2015年のドイツ国際オープンではイニゴ・セルバンテス、フアン・モナコ、ブノワ・ペールを破り、ベスト4進出。準決勝でファビオ・フォニーニに敗れた。年間最終ランキングは78位。

### 2016年 ウィンブルドン・全米ベスト8 ツアー初優勝 トップ15入り
2016年全豪オープン男子ダブルスではアドリアン・マナリノと組んで出場。2回戦で前回優勝ペアのボレッリ/フォニーニ組を7-6(5), 6-4で破ると、準々決勝では第1シードのロイヤー/テカウ組を7-6(5), 6-7(2), 6-4で破り、準決勝進出を果たす。準決勝では優勝したJ・マリー/ソアレス組に3-6, 1-6で敗れた。
3月のマイアミ・オープンでは2回戦でギジェルモ・ガルシア＝ロペスを破ると、3回戦で世界ランク8位のダビド・フェレールを6-7(1), 7-6(4), 7-5で破り、4回戦に進出を果たす。4回戦はジル・シモンに1ゲームしか取れずに敗れた。4月のモンテカルロ・マスターズでは2回戦で世界ランク10位のリシャール・ガスケを破って3回戦に進出。3回戦はジョー＝ウィルフリード・ツォンガに敗れた。BRDナスターゼ・ティリアク・トロフィーではツアーで自身初の決勝進出を果たす。決勝はフェルナンド・ベルダスコに敗れ、ツアー初優勝はならなかった。5月のBNLイタリア国際では予選で敗れるも、ジョー＝ウィルフリード・ツォンガの棄権でラッキールーザーとして本戦出場を果たす。2回戦でエルネスツ・グルビスを破ると、3回戦で再びダビド・フェレールを破り、ベスト8進出。その準々決勝で相手のフアン・モナコが棄権したため、自身初のマスターズ1000ベスト4進出を果たした。準決勝では世界ランク3位のアンディ・マリーに2-6, 1-6で敗れた。
全仏オープンには第31シードとして出場して、2回戦で敗れた。ウィンブルドン選手権では第32シードとして出場。3回戦でフアン・マルティン・デル・ポトロを破ると、4回戦でバーナード・トミックを破り、自身初のグランドスラムベスト8進出。準々決勝でトマーシュ・ベルディヒに敗れた。

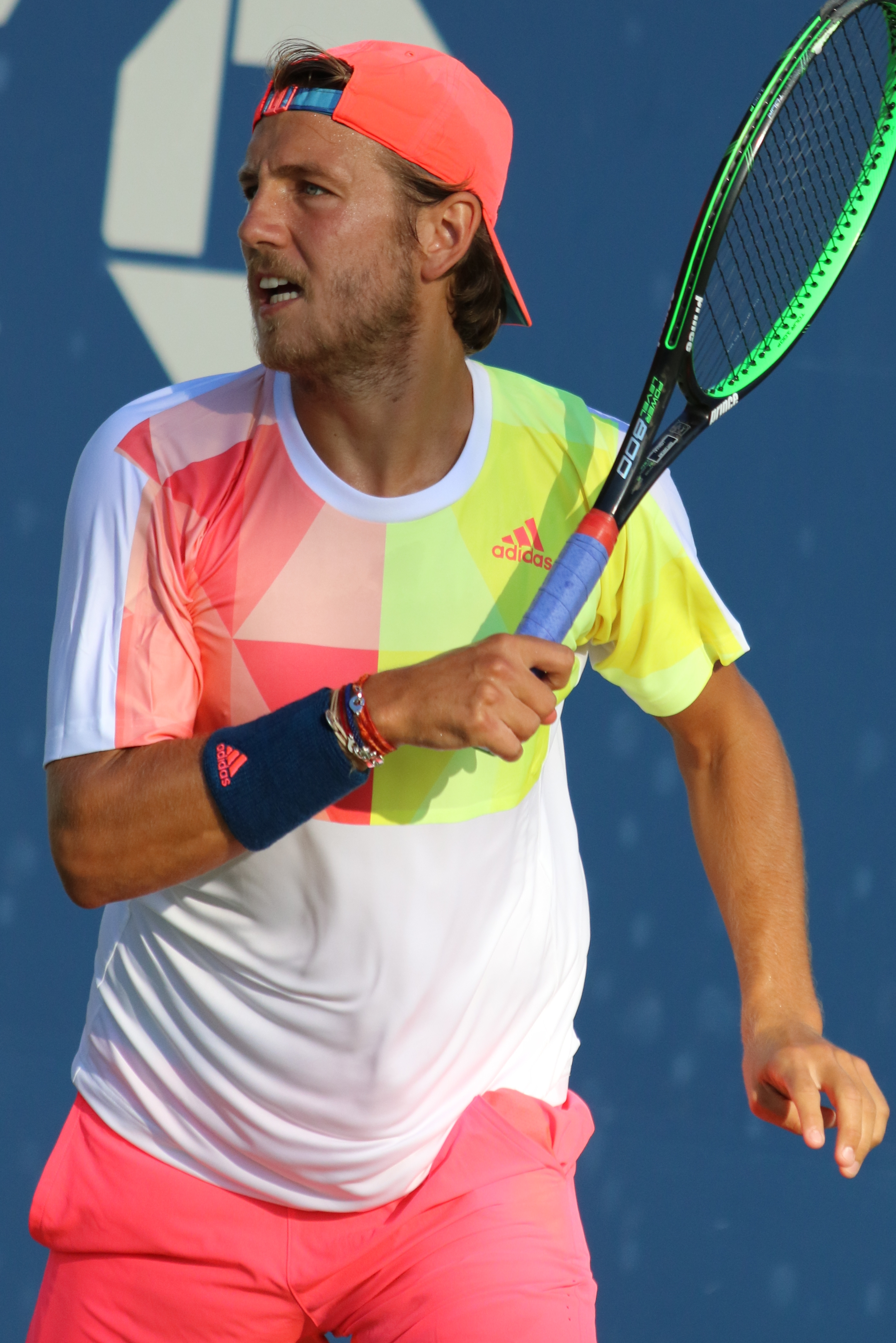
2016年全米オープンでのリュカ・プイユ

全米オープンでは第21シードとして出場。3回戦で第15シードのロベルト・バウティスタ・アグートに3-6, 7-5, 2-6, 7-5, 6-1で勝利し、4回戦進出を果たす。4回戦では第4シードのラファエル・ナダルに4時間を超える激戦の末、6-1, 2-6, 6-4, 3-6, 7-6(6)で勝利し、ウィンブルドンに続きベスト8進出を果たす。準々決勝で同じフランスの先輩ガエル・モンフィスに4-6, 3-6, 3-6で敗れた。
9月のモゼール・オープンで2度目の決勝進出。決勝でドミニク・ティームに7-6(5), 6-2で勝利しツアー初優勝を果たす。年間最終ランキングで15位となり、最優秀成長選手賞を受賞した。

### 2017年 デビス杯初優勝
全豪オープンでは1回戦でアレクサンダー・ブブリクに敗れた。2月のオープン13では決勝に進出するも、同じフランスの先輩ジョー＝ウィルフリード・ツォンガに4-6, 4-6で敗れ準優勝。4月のモンテカルロ・マスターズで自身2度目のマスターズ1000ベスト4進出。準決勝でアルベルト・ラモス＝ビノラスに3-6, 7-5, 1-6で敗れた。
翌週のハンガリー・オープンでは決勝で予選勝者のアルヤズ・ベデネを6-3, 6-1で下し、クレーの大会で初優勝となるツアー2勝目を挙げると同時に大会の初代王者となった。6月のメルセデス・カップでは決勝でフェリシアーノ・ロペスに4-6, 7-6(5), 6-4で勝利し、芝の大会で初優勝となるツアー3勝目。10月のエルステ・バンク・オープンでは決勝で同じフランスのジョー＝ウィルフリード・ツォンガに6-1, 6-4で勝利し、ATP500初優勝となるツアー4勝目を挙げると同時に、1年でハード、クレー、芝の3つのコートサーフェスで優勝を記録した。
11月のデビスカップ決勝でシングルス2試合に出場。第1戦はベルギーのエースのダビド・ゴファンに敗れたが、2勝2敗で迎えた第5戦でスティーブ・ダルシスに勝利し、フランスの16年ぶりの優勝に貢献した。年間最終ランキングは18位。

### 2018年 トップ10入り
全豪オープンでは初戦敗退。2月の南フランス・オープンで同胞のリシャール・ガスケを決勝で破り、優勝。ツアー5勝目を挙げる。オープン13では決勝進出。決勝でカレン・ハチャノフに敗れて準優勝。ドバイ・テニス選手権でも決勝進出。決勝でロベルト・バウティスタ・アグートに敗れて準優勝。3月のBNPパリバ・オープンは2回戦で敗退するも、3月19日付のランキングで10位となり初のトップ10入りを果たす。
モンテカルロ・マスターズではミーシャ・ズベレフ、マドリード・オープンではブノワ・ペールにそれぞれ初戦敗退し、BNLイタリア国際の2回戦でカイル・エドモンドに敗れた全仏オープンでは1回戦でダニール・メドベージェフ、2回戦でキャメロン・ノリーを破るも、3回戦でカレン・ハチャノフに敗れた。メルセデス・カップでベスト4入り。準決勝ではミロシュ・ラオニッチに敗れた。ウィンブルドンでは2回戦敗退。

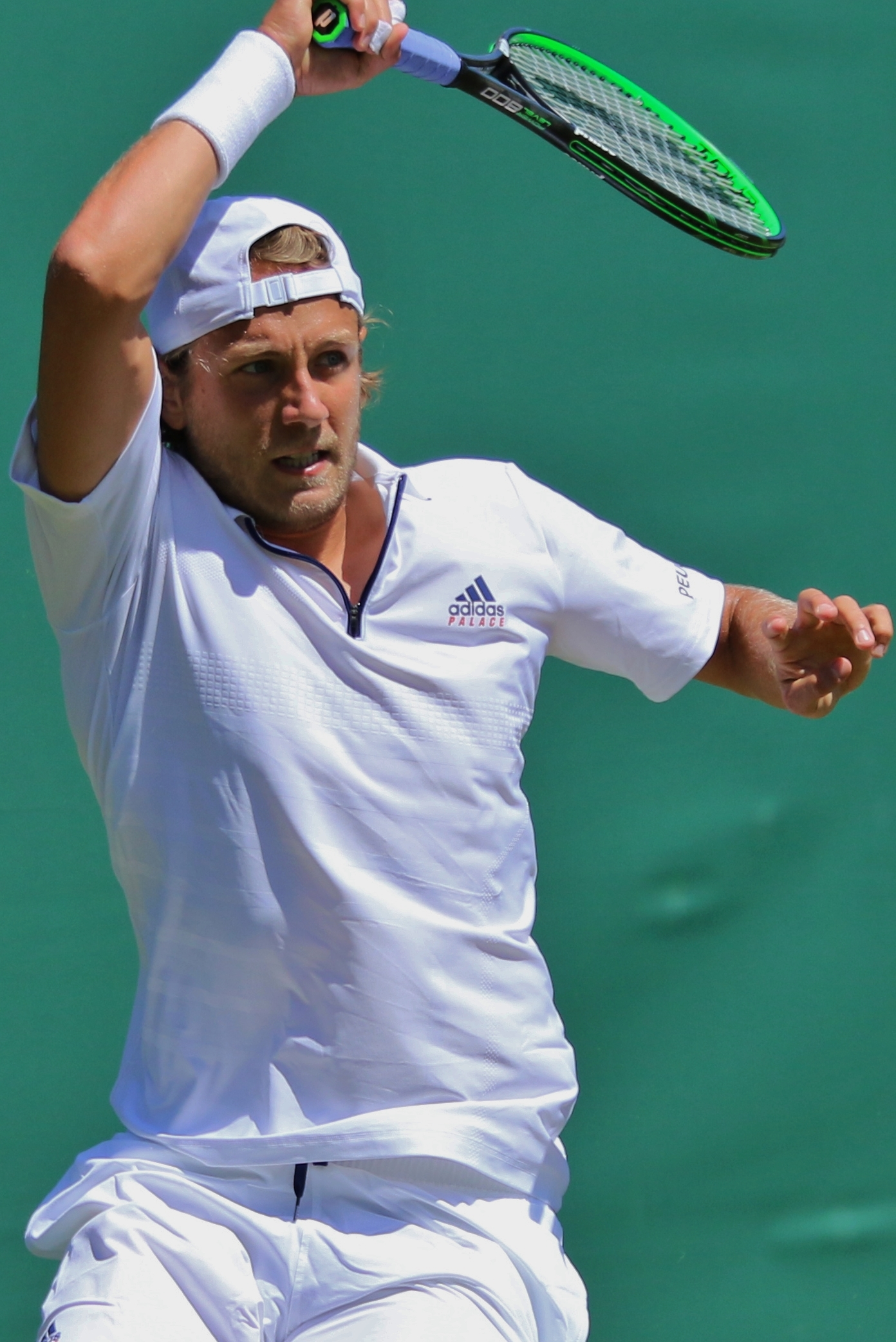
2018年ウィンブルドン選手権でのリュカ・プイユ

ナショナル・バンク・オープンではカナダの新鋭フェリックス・オジェ＝アリアシムに2回戦敗退。ウエスタン・アンド・サザン・オープンでは2回戦でアンディ・マリーを破るが、2回戦でレオナルド・マイエルに敗退。全米オープンでは3回戦進出するもジョアン・ソウザに敗れた。その後は早期敗退が続き、パリ・マスターズでは同胞のジル・シモンに初戦で敗れてシーズン終了。年間最終ランキングは32位。

### 2019年 全豪ベスト4
全豪オープンでは第28シードとして出場。1回戦ではミハイル・ククシュキンをストレートセットで破った。2回戦ではマクシミリアン・マーテラー、3回戦ではアレクセイ・ポピリンをフルセットで破り、4回戦では第11シードのボルナ・チョリッチに勝利。2016年の全米オープン以来のグランドスラムシングルスでベスト8に進出。準々決勝では第16シードのミロシュ・ラオニッチを破り、準決勝に進出。第1シードのノバク・ジョコビッチに敗退したが、今まで全豪オープンシングルスにおいて1回戦敗退だったにもかかわらず、ベスト4に進出し、同時に初のグランドスラムスベスト4を果たした。
その後は南フランス・オープン、BNPパリバ・オープン、マイアミ・オープン、モンテカルロ・マスターズ、バルセロナ・オープン・バンコ・サバデルの5つの大会で早期敗退が続きスランプに入ったのでフランスで開催されたATPチャレンジャーツアー(ボルドー・チャレンジャー)に出場。決勝でマイケル・イマーを破り、チャレンジャー優勝を果たした。翌週のマドリード・オープンでは1回戦で第13シードのチョリッチを破ったが、2回戦でホベルト・ホルカシュに敗退。
ウエスタン・アンド・サザン・オープンでは3回目のマスターズ準々決勝に進出。世界9位のカレン・ハチャノフを破り、約3年ぶりのトップ10選手に勝利を挙げた。準々決勝ではジョコビッチに破れた。その後の楽天ジャパン・オープンでもジョコビッチに破れた。上海マスターズ後は右肘の怪我のため、シーズンを早めに終了を発表した。年間最終ランキングは22位。

### 2020年 怪我による治療
2020年3月にATPチャレンジャーツアーで復帰するも初戦敗退。2020年シーズンの公式大会はこの1大会だけである。7月中旬に右肘の手術を受けた。年間最終ランキングは70位。

### 2021-2023年 復帰

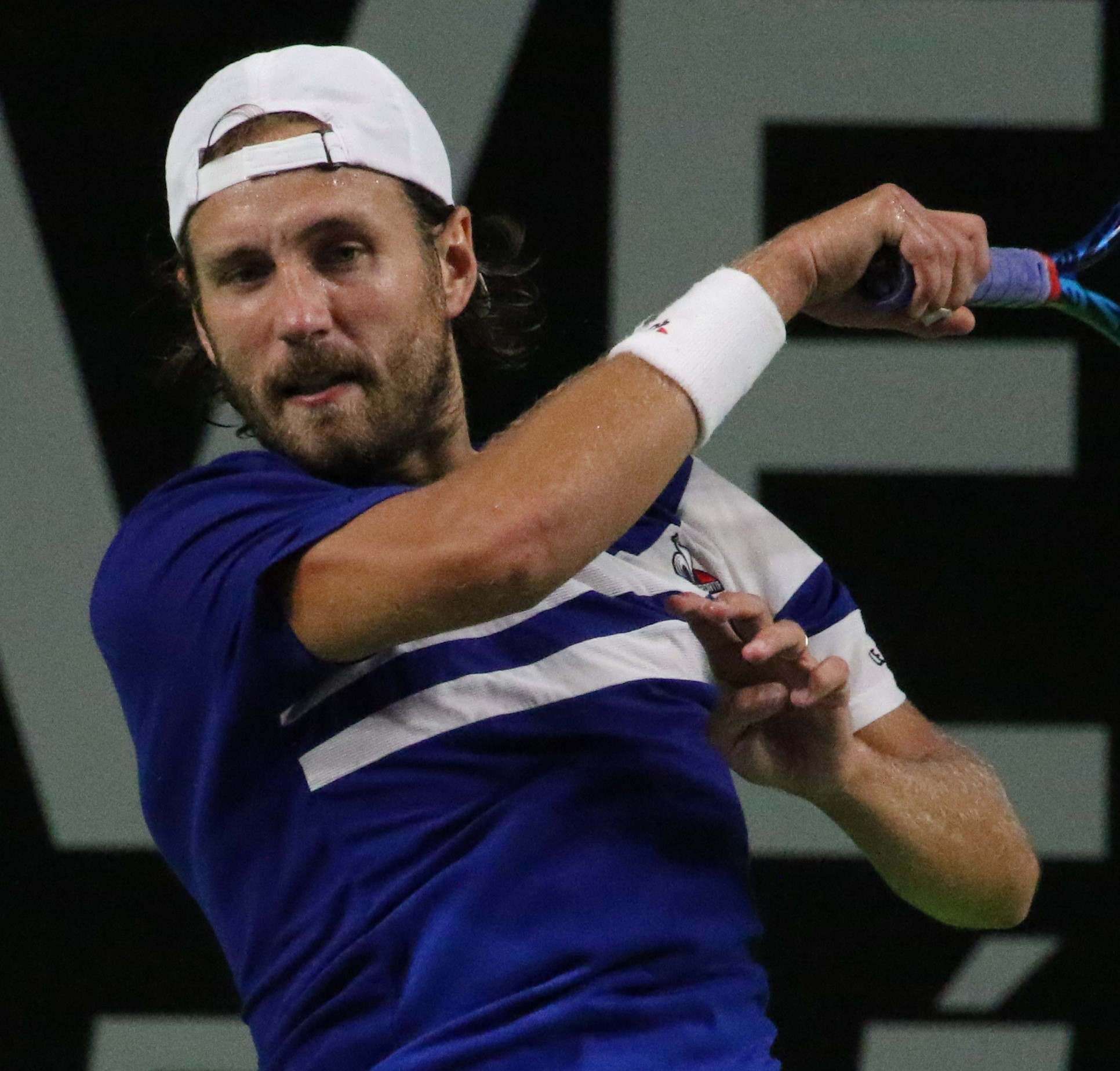
2021年国際テニス・ヴァンデでのリュカ・プイユ

怪我からのツアー復帰でATPチャレンジャーツアーに出場して早期敗退。ATPツアー・250シリーズの南フランス・オープンにも出場したが初戦敗退。オープン13では初戦を突破してステファノス・チチパスに敗れた。モンテカルロ・マスターズでは1回戦でギド・ペラ、2回戦でアレクセイ・ポピリンを破り、ATPツアー・マスターズ1000で3回戦進出。3回戦ではアレハンドロ・ダビドビッチ・フォキナに敗れた。全仏オープンにも出場したがパブロ・クエバスにストレートで初戦敗退。メルセデス・カップとクイーンズ・クラブ選手権では予選敗退。マヨルカ・オープンでは予選を突破するも、1回戦でカレン・ハチャノフに敗れた。ウィンブルドンでは1回戦でキャメロン・ノリーに敗れた。
ドイツ国際オープンではドゥシャン・ラヨビッチ、クロアチア・オープンではカルロス・アルカラス、オーストリア・オープンではペドロ・マルティネスにそれぞれ初戦敗退。ウィンストン・セーラム・オープンでは予選突破し、1回戦でフェリシアーノ・ロペスに勝利するも、2回戦でダニエル・エバンスに敗れた。全米オープンではアルベルト・ラモス＝ビノラスにフルセットの末に初戦敗退。その後はATPチャレンジャーツアーを巡り、モゼール・オープンに出場。1回戦を突破して2回戦でホベルト・ホルカシュに敗れた。パリ・マスターズではロレンツォ・ムゼッティに敗れて予選敗退。ATPチャレンジャーツアーを巡り、ATPツアー・マスターズ1000やグランドスラムでも早期敗退が目立つ年だった。復帰してもなかなか成果を挙げられずにランキングが下降。年間最終ランキングは155位。

### 2024年 トップ100復帰
年間最終ランキングは97位。

## ATPツアー決勝進出結果

### シングルス: 9回 (5勝4敗)
| 大会グレード                    |
| グランドスラム (0–0)            |
| ATPファイナルズ (0-0)           |
| ATPツアー・マスターズ1000 (0–0) |
| ATPツアー・500シリーズ (1–1)    |
| ATPツアー・250シリーズ (4–3)    |

| サーフェス別タイトル |
| ハード (3–3)         |
| クレー (1–1)         |
| 芝 (1–0)             |

| 結果   | No. | 決勝日         | 大会             | サーフェス    | 対戦相手                         | スコア             |
| ------ | --- | -------------- | ---------------- | ------------- | -------------------------------- | ------------------ |
| 準優勝 | 1.  | 2016年4月24日  | ブカレスト       | クレー        | フェルナンド・ベルダスコ         | 3–6, 2–6           |
| 優勝   | 1.  | 2016年9月25日  | メス             | ハード (室内) | ドミニク・ティーム               | 7–6(7–5), 6–2      |
| 準優勝 | 2.  | 2017年2月26日  | マルセイユ       | ハード (室内) | ジョー＝ウィルフリード・ツォンガ | 4–6, 4–6           |
| 優勝   | 2.  | 2017年4月30日  | ブダペスト       | クレー        | アルヤズ・ベデネ                 | 6–3, 6–1           |
| 優勝   | 3.  | 2017年6月18日  | シュツットガルト | 芝            | フェリシアーノ・ロペス           | 4–6, 7–6(7–5), 6–4 |
| 優勝   | 4.  | 2017年10月29日 | ウィーン         | ハード (室内) | ジョー＝ウィルフリード・ツォンガ | 6–1, 6–4           |
| 優勝   | 5.  | 2018年2月11日  | モンペリエ       | ハード (室内) | リシャール・ガスケ               | 7–6(7–2), 6–4      |
| 準優勝 | 3.  | 2018年2月18日  | マルセイユ       | ハード (室内) | カレン・ハチャノフ               | 5–7, 6–3, 5–7      |
| 準優勝 | 4.  | 2018年3月3日   | ドバイ           | ハード        | ロベルト・バウティスタ・アグート | 3–6, 4–6           |

## 成績

### 4大大会シングルス
略語の説明
| W | F | SF | QF | #R | RR | Q# | LQ | A | Z# | PO | G | S | B | NMS | P | NH |

W=優勝, F=準優勝, SF=ベスト4, QF=ベスト8, #R=#回戦敗退, RR=ラウンドロビン敗退, Q#=予選#回戦敗退, LQ=予選敗退, A=大会不参加, Z#=デビスカップ/BJKカップ地域ゾーン, PO=デビスカップ/BJKカッププレーオフ, G=オリンピック金メダル, S=オリンピック銀メダル, B=オリンピック銅メダル, NMS=マスターズシリーズから降格, P=開催延期, NH=開催なし.
| 大会           | 2013 | 2014 | 2015 | 2016 | 2017 | 2018 | 2019 | 2020 | 通算成績 |
| -------------- | ---- | ---- | ---- | ---- | ---- | ---- | ---- | ---- | -------- |
| 全豪オープン   | LQ   | 1R   | 1R   | 1R   | 1R   | 1R   | SF   | A    | 5–5      |
| 全仏オープン   | 2R   | 1R   | 1R   | 2R   | 3R   | 3R   | 2R   |      | 7–7      |
| ウィンブルドン | A    | LQ   | 1R   | QF   | 2R   | 2R   | 3R   | NH   | 8–5      |
| 全米オープン   | LQ   | A    | 1R   | QF   | 4R   | 3R   | 2R   | A    | 10–5     |

### 大会最高成績
| 大会                 | 成績 | 年               |
| -------------------- | ---- | ---------------- |
| ATPファイナルズ      | A    | 出場なし         |
| インディアンウェルズ | 3R   | 2017             |
| マイアミ             | 4R   | 2016             |
| モンテカルロ         | SF   | 2017             |
| マドリード           | 2R   | 2016, 2019, 2022 |
| ローマ               | SF   | 2016             |
| カナダ               | 2R   | 2016             |
| シンシナティ         | QF   | 2019             |
| 上海                 | 3R   | 2016             |
| パリ                 | 3R   | 2014, 2017, 2018 |
| オリンピック         | A    | 出場なし         |
| デビスカップ         | W    | 2017             |